# 450-es busz
A 450-es jelzésű regionális autóbusz Gödöllő, autóbusz-állomás és Veresegyház, autóbusz-forduló között közlekedik Szada érintésével. A viszonylatot a MÁV Személyszállítási Zrt. üzemelteti.

## Története
A busz 2015. augusztus 1-jétől közlekedik részben a korábbi 2150-es busz vonalán.

## Megállóhelyei
Az átszállási kapcsolatok között az azonos útvonalon közlekedő 454-es és 455-ös busz nincs feltüntetve. A 454-es viszonylat a veresegyházi vasútállomás érintésével közlekedik.
| 0  | Gödöllő, autóbusz-állomás végállomás      | 18 | 317, 324, 402, 404, 405, 406, 407, 410, 412, 422, 426, 430, 432, 440, 441, 442, 444, 446, 447, 448, 451, 452, 461, 463, 464, 465, 466, 468, 469, 470, 471, 472, 473, 474, 475, 476, 477, 478, 479 1040, 1049, 1052, 1076, 1077, 1078 |
| 1  | Gödöllő, szökőkút                         | 17 | 317, 324, 402, 412, 422, 432, 442, 446, 447, 448, 451, 452, 453, 464, 466, 470, 471, 472, 473, 474, 475, 476, 477, 478, 479 1052, 1076                                                                                               |
| 2  | Gödöllő, Szilhát utca                     | 16 | 412, 422, 451, 452, 453, 464 1052, 1076 |
| 3  | Gödöllő, Széchenyi István utca            | 15 | 402, 412, 422, 432, 442, 451, 452, 453, 464 1052, 1076 |
| 4  | Gödöllő, Idősek Otthona                   | 14 | 402, 412, 422, 432, 442, 451, 452, 453, 464 1052, 1076 |
| 5  | Gödöllő, Haraszti út                      | 13 | 402, 412, 422, 442, 451, 452, 453, 464 1052, 1076 |
| 6  | Gödöllő, Úrréti-tó                        | 12 | 396, 398, 451, 452, 453, 464 |
| 7  | Szada, Tél utca                           | 11 | 396, 398, 451, 452, 453 |
| 8  | Szada, Dózsa György út 6.                 | 10 | 396, 398, 451, 452, 453 |
| 9  | Szada, Dózsa György út 51.                | 9  | 396, 398, 451, 452, 453 |
| 10 | Szada, Dózsa György út 111.               | 8  | 396, 398, 451, 452, 453 |
| 11 | Szada, TÜZÉP telep                        | 7  | 396, 397, 398, 399, 451, 452, 453 |
| 12 | Veresegyház, Közúti Igazgatóság           | 6  | 396, 397, 398, 399, 451, 452, 453 |
| 13 | Veresegyház, vasútállomás bejárati út     | 5  | 391, 392, 395, 396, 397, 398, 399, 451, 452, 453 |
| 14 | Veresegyház, benzinkút                    | 4  | 391, 392, 394, 395, 396, 397, 398, 399, 451, 452, 453 |
| 15 | Veresegyház, általános iskola             | 3  | 318, 319, 391, 392, 393, 394, 395, 396, 397, 398, 399, 451, 452, 453 |
| 16 | Veresegyház, templom vonalközi végállomás | 2  | 391, 392, 393, 394, 395, 396, 397, 398, 399, 452 |
| 17 | Veresegyház, Fő út 130.                   | 1  | 396, 397, 398, 399 |
| 18 | Veresegyház, autóbusz-forduló végállomás  | 0  | 396, 397, 398, 399 |